# Simon Gilbert (Journalist)
Simon Gilbert (* 11. Juli 1870 in London; † 9. Oktober 1946 ebenda) war ein britischer Journalist und Publizist.

## Leben und Tätigkeit
Gilbert wuchs im East End von London auf. Er besuchte die Stepney Jewish School, das Jew College und das University College London, an dem er einen BA-Abschluss in Semitistik (Semetics) erwarb.
Von dem Journalisten Israel Zwangwill als Begabung erkannt gehörte Gilbert seit 1897 zur Redaktion der Zeitschrift The Jewish Chronicle, dem wichtigsten publizistischen Organ der jüdischen Minderheit in Großbritannien. Außerdem war er für die Zeitungen The Morning Leader, Daily News und Star tätig. Einen Namen machte er sich in den Jahren vor dem Ersten Weltkrieg insbesondere durch sein nachdrückliches publizistisches Engagement gegen den Aliens Act von 1905, ein Gesetz, das insbesondere darauf abzielte, die Zuwanderung von Juden aus Osteuropa – in den 1880er Jahren hatte infolge der Verfolgung von Juden in den vom zaristischen Russland beherrschten Gebieten Osteuropas eine starke Wanderung in westliche Länder und eben auch nach Großbritannien eingesetzt – nach Großbritannien stark einzuschränken und zurückzudrängen.
Seinem Selbstverständnis als „Mann des Volkes“ ("I am a proletarian of the proletarian") entsprechend pflegte Gilbert einen unverblümten Schreibstil und einen konfrontativen Habitus.
Ab 1921 wandte Gilbert sich für einige Jahre vom Journalismus ab, um stattdessen für die Film- und Unterhaltungsbranche zu arbeiten.
1931 kehrte Gilbert zum Jewish Chronicle zurück, dessen Mitherausgeber (associated editor) er wurde. Ab 1932 schrieb er als Nachfolger von Leopold Greenberg die seit 1909 einen Teil des Chronicles bildende wöchentliche Meinungskolumne der Zeitung, "In the Communal Armchair". Diese erschien auch nachdem Gilbert sie übernahm unter dem von Greenberg verwendeten Pseudonym Mentor. Zudem war er für einen großen Teil der Leitartikel des Chronicle verantwortlich.
Politisch trat Gilbert auch durch eine Kandidatur für den London County Council für die Liberal Party hervor.
Für den Fall einer erfolgreichen Invasion und Besetzung Großbritanniens durch die Wehrmacht wurde Gilbert als einer der bekanntesten Juden im öffentlichen Leben Großbritanniens, wie auch sein Kompagnon als Herausgeber des Jewish Chronicle, Ivan Greenberg, im Frühjahr 1940 vom Reichssicherheitshauptamt auf die sogenannte Sonderfahndungsliste G.B., ein Verzeichnis von Personen, die Sonderkommandos der SS nach einer Übernahme der Kontrolle über die britische Insel durch das NS-Regime automatisch und vorrangig ausfindig machen und verhaften sollten, gesetzt.